# Песма Евровизије 2002.
Песма Евровизије 2002. представља 47. по реду избор за најбољу песму Евровизије у организацији Европске радиодифузне уније (ЕБУ). Одржан је 25. маја 2002. у Арени Саку Суурхал у Талину, главном граду Естоније.
Домаћим манифестације била је естонска радио-телевизија ЕТВ, а мото је био „савремена бајка“. У разгледницама су представљене класичне бајке примењене на естонски начин живота. Ово је био први пут да се Песма Евровизије организује у једној балтичкој држави, бившој совјетској републици, као и на говорном подручју угро-финских језика.
Учествовале су укупно 24 државе, од тога 17 најуспешнијих са ранијих издања и 7 земаља повратница које су замениле 6 најлошијих од годину дана раније. Победила је летонска представница Мари Н са песмом „I Wanna“ са 8 бодова више од другопласиране представнице Малте. Међу првих 5 пласирали су се и представници Уједињеног Краљевства, Естоније и Француске.
Првобитно је било планирано да учествују 22 земље, али је ЕБУ накнадно одлучио да број учесника повећа на 24 у корист Португала и Израела. Португалци су међутим због проблема у националном емитеру РТП одустали од такмичења а њихово место је преузела каснија победница Летонија.

## Ток такмичења
Мрљу на такмичење бацили су шведски и белгијски тв коментатори који су позивали током преноса гласаче у својим земљама да не гласају за представницу Израела Сарит Хадад. На крају, Израел није освојио ни један бод од шведске публике, док је од Белгије стигло 2 поена.
Главни фаворит публике уочи такмичења била је данска представница Малена Мортенсен која је на крају на опште изненађење завршила као последња.

## Начин гласања
Више од половине земаља је гласање обавило путем телевотинга, односно гласањем ТВ гледалаца. Гласове Македоније, Румуније, Русије, Турске и БиХ саставио је стручни жири, док су Кипар, Грчка, Хрватска, Малта, Словенија и Литванија комбиновали гласове публике и жирија у систему 50:50. Као и сваке године додељено је десет оцена, од 1 до 8, те 10 и 12 поена.

## Земље учеснице
Земље означене у црвеном су искључене из такмичења 2003. године.
| #‍  | Држава               | Језик               | Извођач                     | Песма               | Превод                                      | Пласман | Поени |
| -- | -------------------- | ------------------- | --------------------------- | ------------------- | ------------------------------------------- | ------- | ----- |
| 01 | Кипар                | енглески            | Група One                   |                     | Дај ми                                      | 6.      | 85    |
| 02 | Уједињено Краљевство | енглески            | Џесика Гарлик               |                     | Врати се                                    | 4.      | 111   |
| 03 | Аустрија             | енглески            | Мануел Ортега               |                     | Реци само реч                               | 18.     | 26    |
| 04 | Грчка                | енглески            | Михалис Ракинзис            |                     | Волим те                                    | 17.     | 27    |
| 05 | Шпанија              | шпански             | Роза Лопез                  |                     | Европа живи за славље                       | 7.      | 81    |
| 06 | Хрватска             | енглески            | Весна Писаровић             |                     | Све што желим                               | 11.     | 44    |
| 07 | Русија               | енглески            | Група Премијер              |                     | Девојка са севера                           | 10.     | 55    |
| 08 | Естонија             | енглески            | Салин                       |                     | Бегунац                                     | 3.      | 111   |
| 09 | Македонија           | македонски          | Каролина Гочева             | Од нас зависи       | —                                           | 19.     | 25    |
| 10 | Израел               | хебрејски, енглески | Сарит Хадад                 |                     | Запалимо свеће                              | 12.     | 37    |
| 11 | Швајцарска           | француски           | Франсин Жорди               |                     | У дворишту моје душе                        | 22.     | 15    |
| 12 | Шведска              | енглески            | Афро-дите                   |                     | Никада не иди                               | 8.      | 72    |
| 13 | Финска               | енглески            | Лаура Воутилаинен           |                     | Зависна од тебе                             | 20.     | 24    |
| 14 | Данска               | енглески            | Малена Мортенсен            |                     | Реци ми ко си                               | 24.     | 7     |
| 15 | Босна и Херцеговина  | српски, енглески    | Маја Татић                  | На јастуку за двоје | —                                           | 15.     | 33    |
| 16 | Белгија              | енглески            | Sergio and the Ladies       |                     | Сестро                                      | 13.     | 33    |
| 17 | Француска            | француски           | Сандрин Франсоа             |                     | Потребно је време (и ја ћу се борити за то) | 5.      | 104   |
| 18 | Немачка              | енглески            | Корина Меј                  |                     | Не могу да живим без музике                 | 21.     | 17    |
| 19 | Турска               | турски, енглески    | Букет Бенгису & Група Сафир |                     | Избледео је јоргован у срцу твом            | 16.     | 29    |
| 20 | Малта                | енглески            | Ира Лоско                   |                     | 7. светско чудо                             | 2.      | 164   |
| 21 | Румунија             | енглски             | Моника Ангел & Марчел Павел |                     | Реци ми зашто                               | 9.      | 71    |
| 22 | Словенија            | словеначки          | Сестре                      |                     | Само љубав                                  | 14.     | 33    |
| 23 | Летонија             | енглески            | Мари Н                      |                     | Желим                                       | 1.      | 176   |
| 24 | Литванија            | енглески            | Аиварас                     |                     | Срећан си                                   | 23.     | 12    |

## Гласање
Према правилима ЕРУ-а, сваки емитер је могао слободно да бира између потпуног система телегласања и мешовитог система 50-50. У изузетним околностима, где телегласање уопште није било могуће, коришћен је само жири. У правилима ЕРУ-а за избор 2002., наведено је: у телегласању неће бити дозвољено да гласају више од три пута.
На овом такмичењу (и наредном) емитер је одлучио да обрне редослед резимеа песама - почевши од последње изведене песме (24) и завршавајући са првом изведеном песмом (1). То је било због очигледне преференције у јавном гласању за песме у каснијем делу редоследа извођења у поређењу са песмама ближе почетку.
| Начин гласања: Црвено: Телевотинг. Плаво: Жири. Љубичасто: 50/50 | Начин гласања: Црвено: Телевотинг. Плаво: Жири. Љубичасто: 50/50 | Резултати гласања | Резултати гласања | Резултати гласања    | Резултати гласања | Резултати гласања | Резултати гласања | Резултати гласања | Резултати гласања | Резултати гласања | Резултати гласања  | Резултати гласања | Резултати гласања | Резултати гласања | Резултати гласања | Резултати гласања | Резултати гласања   | Резултати гласања | Резултати гласања | Резултати гласања | Резултати гласања | Резултати гласања | Резултати гласања | Резултати гласања | Резултати гласања | Резултати гласања |
| Начин гласања: Црвено: Телевотинг. Плаво: Жири. Љубичасто: 50/50 | Начин гласања: Црвено: Телевотинг. Плаво: Жири. Љубичасто: 50/50 | Поени             | Кипар             | Уједињено Краљевство | Аустрија          | Грчка             | Шпанија           | Хрватска          | Русија            | Естонија          | Северна Македонија | Израел            | Швајцарска        | Шведска           | Финска            | Данска            | Босна и Херцеговина | Белгија           | Француска         | Њемачка           | Турска            | Малта             | Румунија          | Словенија         | Летонија          | Литванија         |
| Такмичари                                                        | Кипар                                                            | 85                |                   | 3                    |                   | 12                | 6                 | 10                | 6                 | 4                 |                    |                   |                   | 1                 | 4                 |                   |                     | 3                 |                   |                   |                   | 12                | 8                 | 4                 | 8                 | 4                 |
| Такмичари                                                        | Уједињено Краљевство                                             | 111               |                   |                      | 12                | 7                 |                   |                   |                   | 6                 | 4                  | 5                 | 6                 | 2                 | 8                 | 6                 | 7                   | 6                 | 1                 | 8                 | 2                 | 10                |                   | 8                 | 5                 | 8                 |
| Такмичари                                                        | Аустрија                                                         | 26                | 1                 |                      |                   |                   |                   |                   | 1                 |                   |                    |                   | 7                 |                   |                   |                   |                     | 5                 |                   |                   | 12                |                   |                   |                   |                   |                   |
| Такмичари                                                        | Грчка                                                            | 27                | 12                |                      |                   |                   |                   | 1                 | 8                 |                   |                    |                   |                   |                   |                   |                   |                     |                   |                   |                   |                   |                   | 6                 |                   |                   |                   |
| Такмичари                                                        | Шпанија                                                          | 81                | 7                 | 2                    |                   | 4                 |                   | 6                 |                   |                   |                    | 6                 | 12                | 7                 |                   |                   | 6                   | 12                | 12                | 7                 |                   |                   |                   |                   |                   |                   |
| Такмичари                                                        | Хрватска                                                         | 44                | 6                 |                      | 6                 | 5                 |                   |                   |                   |                   | 5                  |                   | 5                 |                   |                   |                   | 2                   |                   |                   | 3                 |                   |                   |                   | 12                |                   |                   |
| Такмичари                                                        | Русија                                                           | 55                | 5                 |                      |                   | 2                 |                   |                   |                   | 10                |                    | 1                 |                   |                   | 3                 |                   |                     |                   |                   |                   |                   | 8                 | 10                |                   | 10                | 6                 |
| Такмичари                                                        | Естонија                                                         | 111               |                   | 7                    | 3                 |                   |                   | 5                 | 3                 |                   | 6                  | 2                 |                   | 12                | 10                | 8                 | 10                  | 4                 |                   | 4                 | 8                 | 2                 | 2                 | 6                 | 12                | 7                 |
| Такмичари                                                        | Македонија                                                       | 25                | 3                 |                      |                   |                   |                   | 4                 |                   |                   |                    |                   |                   |                   | 1                 |                   |                     |                   |                   |                   |                   | 5                 | 12                |                   |                   |                   |
| Такмичари                                                        | Израел                                                           | 37                |                   | 5                    |                   |                   |                   |                   |                   |                   |                    |                   | 1                 |                   | 5                 | 1                 |                     | 2                 | 10                | 5                 |                   |                   | 5                 |                   | 3                 |                   |
| Такмичари                                                        | Швајцарска                                                       | 15                |                   |                      | 5                 |                   |                   |                   |                   |                   |                    |                   |                   |                   |                   |                   |                     |                   | 3                 | 2                 |                   |                   | 3                 | 1                 | 1                 |                   |
| Такмичари                                                        | Шведска                                                          | 72                |                   | 1                    | 4                 | 1                 |                   |                   |                   | 8                 |                    | 3                 |                   |                   | 7                 | 10                | 12                  | 1                 |                   |                   | 4                 |                   |                   | 7                 | 4                 | 10                |
| Такмичари                                                        | Финска                                                           | 24                | 2                 |                      |                   |                   |                   |                   |                   | 5                 | 1                  |                   |                   | 10                |                   | 3                 | 3                   |                   |                   |                   |                   |                   |                   |                   |                   |                   |
| Такмичари                                                        | Данска                                                           | 7                 |                   |                      |                   |                   |                   |                   |                   |                   |                    | 4                 |                   |                   |                   |                   |                     |                   |                   |                   | 1                 | 1                 |                   |                   |                   | 1                 |
| Такмичари                                                        | Босна и Херцеговина                                              | 33                |                   |                      | 7                 |                   | 3                 | 7                 |                   |                   | 3                  |                   |                   | 6                 |                   | 2                 |                     |                   |                   |                   |                   | 3                 |                   | 2                 |                   |                   |
| Такмичари                                                        | Белгија                                                          | 33                |                   | 4                    |                   |                   | 1                 |                   | 7                 |                   |                    |                   |                   | 3                 |                   | 4                 |                     |                   | 2                 |                   | 10                |                   |                   |                   |                   | 2                 |
| Такмичари                                                        | Француска                                                        | 104               |                   | 10                   |                   | 3                 | 8                 |                   |                   | 3                 |                    | 7                 | 10                | 8                 | 12                | 5                 | 8                   | 10                |                   | 6                 |                   |                   | 4                 | 3                 | 2                 | 5                 |
| Такмичари                                                        | Немачка                                                          | 17                |                   |                      | 1                 |                   | 2                 |                   | 2                 | 1                 |                    |                   | 3                 |                   |                   |                   |                     |                   |                   |                   | 3                 | 4                 | 1                 |                   |                   |                   |
| Такмичари                                                        | Турска                                                           | 29                |                   |                      |                   |                   | 4                 | 3                 |                   |                   | 8                  |                   |                   |                   |                   |                   |                     |                   | 7                 |                   |                   |                   | 7                 |                   |                   |                   |
| Такмичари                                                        | Малта                                                            | 164               | 10                | 12                   | 8                 | 6                 | 10                | 12                | 5                 | 7                 | 10                 | 10                | 4                 | 4                 | 2                 | 12                | 4                   | 7                 | 6                 | 10                | 5                 |                   |                   | 10                | 7                 | 3                 |
| Такмичари                                                        | Румунија                                                         | 71                | 8                 |                      |                   | 8                 | 5                 |                   | 12                |                   | 12                 | 8                 |                   |                   |                   |                   |                     |                   | 4                 | 1                 | 7                 | 6                 |                   |                   |                   |                   |
| Такмичари                                                        | Словенија                                                        | 33                |                   | 6                    | 2                 |                   | 7                 | 8                 |                   |                   | 2                  |                   | 2                 |                   |                   |                   | 1                   |                   | 5                 |                   |                   |                   |                   |                   |                   |                   |
| Такмичари                                                        | Летонија                                                         | 176               | 4                 | 8                    | 10                | 10                | 12                | 2                 | 10                | 12                | 7                  | 12                | 8                 | 5                 | 6                 | 7                 | 5                   | 8                 | 8                 | 12                | 6                 | 7                 |                   | 5                 |                   | 12                |
| Такмичари                                                        | Литванија                                                        | 12                |                   |                      |                   |                   |                   |                   | 4                 | 2                 |                    |                   |                   |                   |                   |                   |                     |                   |                   |                   |                   |                   |                   |                   | 6                 |                   |

### 12 поена
Списак држава које су добиле 12 поена:
| Бр. | 12 бодова за... | 12 бодова од...                               |
| --- | --------------- | --------------------------------------------- |
| 5   | Летонија        | Естонија, Немачка, Израел, Литванија, Шпанија |
| 3   | Малта           | Хрватска, Данска, УК                          |
| 3   | Шпанија         | Белгија, Француска, Швајцарска                |
| 2   | Кипар           | Грчка, Малта                                  |
| 2   | Естонија        | Летонија, Шведска                             |
| 2   | Румунија        | Македонија, Русија                            |
| 1   | Аустрија        | Турска                                        |
| 1   | Хрватска        | Словенија                                     |
| 1   | Француска       | Финска                                        |
| 1   | Македонија      | Румунија                                      |
| 1   | Грчка           | Кипар                                         |
| 1   | Шведска         | Бих                                           |
| 1   | УК              | Аустрија                                      |

### Оптужба о замени гласова
Те године су се појавиле оптужбе да су жирији у одређеним земљама криви за међусобну размену гласова. Према писању норвешких новина Dagbladet, шеф француске делегације је наводно рекао да су му се чланови кипарске делегације обратили са захтевом за размену гласова. Поред Кипра, оптужбе су изнете и против Грчке, Русије, Македоније, Малте и Румуније.

## Коментатори
- Кипар - Еви Папамихаил (РИК 1)[13]
- Уједињено Краљевство - Тери Воган (BBC One), Кен Брус (BBC Radio 2)
- Аустрија - Анди Кнол
- Грчка - Дафни Бокота (ET1)[14]
- Шпанија - Хосе Луис Урибари (TVE1)[15], Ниевес Хереро (Radio Nacional de España)
- Хрватска - Анте Батиновић[16]
- Русија - Јури Аксјута & Јелена Батинова
- Естонија - Марко Реикоп[17]
- Македонија - Миланка Рашић
- Израел - Без коментатора
- Швајцарска - Сандра Штудер (DRS), Фил Мундвилер (SSR), Жонатан Тедеско & Клаудијо Лазарино (TSI)
- Шведска - Клес Окесон & Кристер Бјоркман (SVT1]][18]
- Финска - Марија Гузенина & Аско Муртомаки (YLE TV2)[19]
- Данска - Келд Хајк (DR1)[20]
- Босна и Херцеговина - Исмета Дервоз Крвавац (БХТВ1)
- Белгија - Андре Вермулен & Барт Питерс (VRT TV1)[21], Жан Пијер Хотије (RTBF La Une)[22]
- Француска - Марк Оливије Фожил & Дејв (France 3)[22]
- Немачка - Петер Урбан (Das Erste)[23]
- Турска - Булент Озверен (TRT 1)
- Малта - Џон Банди
- Румунија -Андреа Демиргиан
- Словенија - Андреа Ф
- Летонија - Карлис Стреипс
- Литванија - Дариус Ужкураитис
- Исланд (није учествовао) - Логи Бергман Еиђсон (RÚV)
- Ирска (није учествовала) - Марти Велан (RTÉ 2),[24] Гери Рајан
- Холандија (није учествовала) - Вилем ван Бејзеком (Холандија 2),[25] Хилко Спан (Радио 3ФМ)
- Норвешка (није учествовала) - Јостеин Педерсен (NRK1)[26]
- Пољска (није учествовала) - Артур Орзеч (TВП1)[27]
- Португал (није учествовао) - Еладио Климако(RTP1)[28]
- СР Југославија (није учествовала) - Младен Поповић (РТС2)[29]

## Гласове читали
- Кипар - Мелани Стелиу[13]
- Уједињено Краљевство - Колин Бери
- Аустрија - Додо Рошчић
- Грчка - Алексис Косталас[30]
- Шпанија - Ана Игартибуру
- Хрватска - Душко Ћурлић[31]
- Русија - Арина Шарапова
- Естонија - Иломаи Китим „Електра“
- Македонија - Биљана Дебарлијева[32]
- Израел - Михал Зохарец
- Швајцарска - Дијана Јерг
- Шведска - Кристин Касперсен[18]
- Финска - Марион Рунг (Представница Финске 1962. и 1973)[33]
- Данска - Сигне Свендсен (Представник Данске 2001. као део дуета Роло & Кинг)[20]
- Босна и Херцеговина - Сегмедина Срна
- Белгија - Ђина Лиза Питерс
- Француска - Мари Мирјам (Евровизијска победница 1977)[34]
- Немачка - Аксел Бултоп
- Турска - Мелтем Ершан Јазган
- Малта - Ивет Портели[35]
- Румунија - Леонард Мирон
- Словенија - Нуша Деренда (Представница Словеније 2001)
- Летонија - Ерикс Ниедра
- Литванија - Лорета Тарозаите

## Извођачи који су учествовали раније
| Извођач                                  | Држава | Претходни наступи |
| ---------------------------------------- | ------ | ----------------- |
| Константинос Кристофору (члан групе One) | Кипар  | 1996.             |

## Службени албум
је службени компилацијски албум такмичења одржаног 2002. године, који је саставила Европска радиодифузна унија, а 18. маја 2002. године издала кућа Universal Music Group. Албум садржи свих 24 песама изведених на Евросонгу 2002. године.
| №               | Назив                  | Аутор(и)                                                                          | Извођач                     | Трајање |  |
| 1.              | (Кипар)                | Музика и текст: Јоргос Теофанус                                                   | One                         | 3:04    |  |
| 2.              | (Уједињено Краљевство) | Музика и текст: Мартин Бејлеј                                                     | Џесика Гарлик               | 2:56    |  |
| 3.              | (Аустрија)             | Музика: Александер Кар Текст: Роберт Флугер                                       | Мануел Ортега               | 3:00    |  |
| 4.              | (Грчка)                | Музика и текст: Михалис Ракинцис                                                  | Михалис Ракинцис            | 3:05    |  |
| 5.              | (Шпанија)              | Музика: Тони Тен Текст: Хаски Тен                                                 | Роса                        | 2:53    |  |
| 6.              | (Хрватска)             | Музика и текст: Милана Влаовић                                                    | Весна Писаровић             | 3:07    |  |
| 7.              | (Русија)               | Музика: Ким Брејтбург Текст: Карен Кавалерјан, Јевгениј Фридљанд и Ирина Антонјан | Prime Minister              | 3:00    |  |
| 8.              | (Естонија)             | Музика: Алар Коткас, Илмар Лајсар и Пеару Паулус Текст: Јана Халас                | Сахлен                      | 2:52    |  |
| 9.              | (Македонија)           | Музика: Никола Перевски Текст: Владимир Крстевски                                 | Каролина Гочева             | 3:02    |  |
| 10.             | (Израел)               | Музика: Цвика Пик Текст: Јоав Гинаи                                               | Сарит Хадад                 | 3:24    |  |
| 11.             | (Швајцарска)           | Музика и текст: Франсин Жорди                                                     | Франсин Жорди               | 3:05    |  |
| 12.             | (Шведска)              | Музика и текст: Маркос Убеда                                                      | Афро-дите                   | 3:03    |  |
| 13.             | (Финска)               | Музика: Маки Колехмаинен Текст: Јанина Фростел и Трејси Лип                       | Лаура Воутилаинен           | 3:05    |  |
| 14.             | (Данска)               | Музика и текст: Мајкл Ронсон                                                      | Малена Мортесен             | 3:02    |  |
| 15.             | (Босна и Херцеговина)  | Музика: Драган Мијатовић Текст: Ружица Чавић                                      | Маја Татић                  | 3:02    |  |
| 16.             | (Белгија)              | Музика: Марк Пелинк Текст: Дирк Пелинк                                            | Sergio & The Ladies         | 2:45    |  |
| 17.             | (Француска)            | Музика: Рик Алисон и Патрик Бруел Текст: Патрик Бруел и Мари-Флоренс Грос         | Сандрин Франсоа             | 3:58    |  |
| 18.             | (Немачка)              | Музика: Ралф Зигел Текст: Бернд Мајнунгер                                         | Корина Меј                  | 3:04    |  |
| 19.             | (Турска)               | Музика: Фани Ходара Текст: Сами Ходара и Фиген Чакмак                             | Букет Бенгису и Груп Сафир  | 2:52    |  |
| 20.             | (Малта)                | Музика: Филип Вела Текст: Џерард Џејмс Борг                                       | Ира Лоско                   | 3:01    |  |
| 21.             | (Румунија)             | Музика и текст: Мирела Фугару                                                     | Моника Ангел и Марчел Павел | 2:50    |  |
| 22.             | (Словенија)            | Музика: Роберт Пешут Текст: Барбара Пешут                                         | Сестре                      | 3:03    |  |
| 23.             | (Летонија)             | Музика: Марија Наумова Текст: Марија Наумова и Маратс Самаускис                   | Мари Н                      | 3:00    |  |
| 24.             | (Литванија)            | Музика и текст: Аиварас Степуконис                                                | Аиварас                     | 2:55    |  |
| Укупно трајање: | Укупно трајање:        | Укупно трајање:                                                                   | Укупно трајање:             | 73:07   |  |

### Топ листе
| Листа                                             | Највиша позиција |
| ------------------------------------------------- | ---------------- |
| Немачки компилацијски албуми (Offizielle Top 100) | 6                |